# プロイセン州

プロイセン王国の州地図。赤がプロイセン州

プロイセン州（ドイツ語: Provinz Preußen）は、プロイセン王国の州であり、1829年から1878年まで存続した。